# Herb Dobrodzienia
Herb Dobrodzienia – jeden z symboli miasta Dobrodzień i gminy Dobrodzień w postaci herbu.

## Wygląd i symbolika
Herb przedstawia na tarczy herbowej dwudzielnej w słup, w polu heraldycznie prawym, czerwonym, połowę białej sześciopłatkowej róży o żółtym środku i zielonych listkach. W polu heraldycznie lewym, błękitnym, połowę złotego orła górnośląskiego. 
Barwy błękitna i żółta, a także orzeł górnośląski, nawiązują do opolskiej linii Piastów, a w przypadku Dobrodzienia do księcia Władysława Opolczyka, który nadał Dobrodzieniowi prawa miejskie w 1374, poszerzając je o dodatkowe przywileje w 1384. Róża w polu czerwonym to Rosa Mistica, symbol Najświętszej Marii Panny, częsty średniowieczny motyw heraldyczny wśród miast posiadających kościół pod wezwaniem NMP, lub uznających ją za patronkę.

## Historia

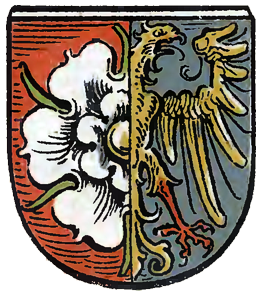
Herb w XIX wieku

Najstarszy zachowany wzór miejskiego godła pochodzi z odcisku pieczęci miejskiej na dokumencie z 1680. Nie zachował się dokument lokacyjny Dobrodzienia, uwzględniając jednakże analogię z innymi miastami regionu posiadającymi herby o zbliżonej symbolice można domniemywać, że herb został nadany wraz z prawami miejskimi, ma zatem rodowód XIV-wieczny. 